# Konfesja dordrechcka
Konfesja dordrechcka – protestanckie wyznanie wiary przyjęte przez przywódców holenderskich mennonitów na synodzie w Dordrechcie w 21 kwietnia 1632 r. W 18 artykułach wiary podkreślono takie nauki, jak zbawienie przez Jezusa Chrystusa, chrzest, pacyfizm, unikanie odstępców, umywanie nóg, powstrzymywanie się od składania przysięgi. Wyznanie wywarło duży wpływ na ruchy radykalnej reformacji i pozostaje istotnym symbolicznym dokumentem dla wielu współczesnych Kościołów anabaptystycznych, m.in. amiszów.

## Treść
1. O Bogu i stworzeniu wszechrzeczy
2. O upadku człowieka
3. O restytucji człowieka poprzez obietnicę przyjścia Chrystusa
4. O przyjściu Chrystusa na ten świat i celu, dla którego On przyszedł
5. O zakonie Chrystusowym, tj. świętej Ewangelii lub Nowym Testamencie
6. O upamiętaniu i reformacji życia
7. O chrzcie świętym
8. O Kościele Chrystusowym
9. O wyborze i urzędzie nauczycieli, diakonów i diakonis w Kościele
10. O świętej Wieczerzy
11. O umywaniu nóg świętych
12. O stanie małżeńskim
13. O urzędzie władzy świeckiej
14. O pomście
15. O składaniu przysięgi
16. O wykluczeniu eklezjalnym czyli oddzieleniu od Kościoła
17. O unikaniu oddzielonych
18. O zmartwychwstaniu umarłych i Sądzie Ostatecznym